# Taraxacum verticosum
Taraxacum verticosum — вид квіткових рослин з родини айстрових (Asteraceae). Вид зростає в Європі: Австрія, Чехія, Фінляндія, Німеччина, Польща; це багаторічна рослина помірних біомів.
Рослина близько 30 см заввишки, міцна. Листки випростані, сіро-зелені, злегка запушені; черешок рожево-червоний, злегка крилатий; бічні частки листка 5–6 пар, трикутні, верхній край сильно зубчастий і розділений, ± горизонтально розширений; кінцеві частки листа приблизно такі ж великі, як і бічні частки, трикутні, з розрізаними або зубчастими краями. Обгортка оливково-зелена. Зовнішні приквітки зверху світло-сіро-зелені, неправильно відігнуті, 3–4 мм завширшки, ± облямовані.